# La 1
La 1 (spanyolul: La Uno, "Egyes program") a spanyol közszolgálati televíziójának RTVE, nemzeti főadója, egyben legnézettebb csatornája. 1956. október 28.-án kezdte meg sugárzását. Általános tematikájú a csatorna: hírműsorok, show-műsorok, filmek és sorozatok szerepelnek a műsorkínálatban.

## Története

### Kísérleti adások
Már az 1940-es években voltak kísérleti adások. 1951 és 1955 a Radio Nacional de España, az ország állami rádiója végzett kísérleti televíziós adásokat a madridi Paseo de la Habanáról. 1954. október 24. mérföldkő a spanyol labdarúgás és a televíziózás történetében, ugyanis ezen a napon volt a Real Madrid és Racing Santander közti mérkőzés, ami az ország első olyan mérkőzése volt amit televízió közvetített. 1955. decemberében megalapították a Televisión Españolát (TVE), amely a spanyol állami televíziótársaság lett.

### Rendszeres adások kezdete
A rendszeres sugárzás 1956. október 28-án kezdődött el, a madridi Paseo de la Habanán található stúdiókból. A TVE eredetileg a Turisztikai és Információs Minisztérium rádiós és televíziós igazgatósága alá tartozott, szorosan összefüggött az állammal és a rendszerel, ennek vezetője Gabriel Arias-Salgado volt. A TVE első igazgatója Jesús Suevos volt, a Falange galíciai szervezetének egyik alapítója, az első adásnap pedig a Falange alapításának egyik évfordulójához volt közel.
Az első adásnapon az adás 20:30-kor kezdődött el, Arias Salgado tartott beszédet, majd a stúdiók megáldása következett Szent Klárának dedikálja azokat. Ezt követően a Franco-korszak propaganda filmhíradójának a NO-DO-nak egy része került adásba. Az adást eleinte csak Madridban és annak 60 km-es körzetében lehetett fogni. Csak kevesek engedhették meg maguknak akkoriban a televíziót, 35 ezer pesetába került egy készülék. Ekkoriban a TVE – ellentétben több európai ország műsorszórójával mint a brit BBC-vel vagy az olasz RAI-al – nem szedett előfizetői díjat; hanem egy vegyes finanszírozási formát hoztak létre: az állami költségvetés és a hirdetések, reklámok fedezték a televízió működését.

### Televíziózás fejlődése
Az első jelentős fejlődés egy év után, 1957. novemberében történt meg, amikor a csatorna saját hírműsora, a Telediario elindult. Eddig a TVE csak a NO-DO propaganda híreit vette át, amit a Franco-rendszer alatt a moziknak a film előtt kötelező volt levetíteni. Ekkoriban már 12 ezer előfizetője volt a televíziónak.
1959-től megkezdte a TVE kiépíteni a vidéki stúdióhálózatot: 1959. szeptemberében Barcelona Miramar-negyedében avatták fel, majd Sierra de Guadarrama hegycsúcsain felállítottak egy adótornyot, amivel egész Kasztília területét lefedték. Hamarosan átadták a stúdiókat Valencia, Zaragoza és Bilbao városokban 1960-ban, majd ezt követte 1961-ben Galicia és Sevilla, 1962-ben pedig Murcia is kapott stúdiókat.
A TVE nemzetközi kapcsolatait ekkoriban építette ki: tagja lett az Európai Műsorsugárzók Uniójának, a Radio Nacional de Espana által, ami 1955-ben csatlakozott a hálózathoz. A TVE nemzetközi szinten az első elismerést Dwight D. Eisenhower amerikai elnök 1960-as madridi látogatásának közvetítésekor kapta, majd 1960-ban tagja lett a TVE is az EBU-nak. Ebben az évben közvetítette az EBU I.Baldvin belga király és a spanyol származású Fabiola királyné esküvőjét. 1961-ben debütált Spanyolország az Euróvíziós dalfesztiválon.

### A televízió kondszolidálása
A TVE további fejlődését akadályozta, hogy a televíziókészülékek nem tudtak általánossá válni, ugyanis luxuscikknek számított és emiatt külön adót vetettek ki rá. A helyzet 1962-ben változott meg, amikor Manuel Fraga információs minisztériuma kinevezte Jesús Aparicio-Bernalt a TVE igazgatójának. Az új vezetés ösztönözte a Prado del Reyen levő új gyártóbázis felépítését. Az új stúdiókomplexumot 1964-ben adták át Francisco Franco jelenlétében.
1965. január 1-én a TVE kettes csatornája is megkezdte adását, amit UHF-en sugároztak. A TVE az új La 2 nevű, kettes programra tette át alternatív műsorait, a La 1 pedig általános tematikájú, az egész családnak szóló csatorna lett. A népesség nagy részének ekkoriban a La 1 volt elérhető. Egyre elterjedtebbé vált Spanyolországban a televíziózás, több háztartásban is volt televízió készülék, 1964-ben már 1 millió tv néző volt az országban. A foci és bikaviadal közvetítések egyre népszerűbbekké váltak. A korszak legismertebb televíziós személyiségei Laura Valenzuela bemondónő illetve Mariano Medina meteorológus voltak.
1968-ban az Eurovízión Spanyolország aratott győzelmet, így 1969-ben Spanyolország rendezte meg az Eurovíziós dalfesztivált, a madridi Királyi Operaházban. Ám ekkoriban a TVE sem technikailag, sem infrastruktúra szempontjából még nem állt készen egy ilyen nemzetközi műsor közvetítésére. A helyzetet úgy oldották meg, hogy a BBC kamerái színesben vették fel a fesztivált és küldték el az eurovíziós rendszeren, ám a TVE kamerái révén Spanyolországban csak fekete-fehérben lehetett látni a műsort. Továbbá fontos esemény volt az Apollo 11 Holdra szállása Jesús Hermida közvetítésében. Ekkoriban születtek meg olyan legendás vetélkedő műsorok, mint Cesta y puntos, Un millón para el mejor és az Un, dos, tres... responda otra vez műsorok.
1970-re már 4 millió néző volt. Olyan sorozatok is születtek ekkoriban, mint a Historia de la frivolida Narciso Ibáñez Serrador rendezésében vagy a El Irreal Madrid Valerio Lazarov rendezésében.
Az első kísérleti színes adásokra 1969-1972 között került sor: az 1972-es nyári olimpiai játékokat már részben színesben vettek fel. Ám a teljes átállásra csak 1978-ban került sor.

### TVE a demokráciában
Franco halálával, a La 1 maradt a főcsatorna, de a spanyol demokratikus átmenettel a TVE-nél megszűnt a Franco-rendszer alatt alkalmazott cenzúra. A TVE-ben megjelentek az ellenzéki pártok, szakszervezetek képviselői. Az 1977-es választás előtt leadták az összes párt választási kampányát. A La 1-nak megszűnt az addigi általános, egész családnak való tematikája, ehelyett olyan történelmi sorozatokat vetítettek le mint a Los gozos y las sombras, ami a félszigeti háború idején játszódott. Majd olyan amerikai sorozatok mint a Dallas és a Falcon Crest is, ekkoriban már 10 millió tv néző volt az országban.

## Logók

1956 - 1962
1962 - 1983
1982 - 1990
1984
1989 - 1991
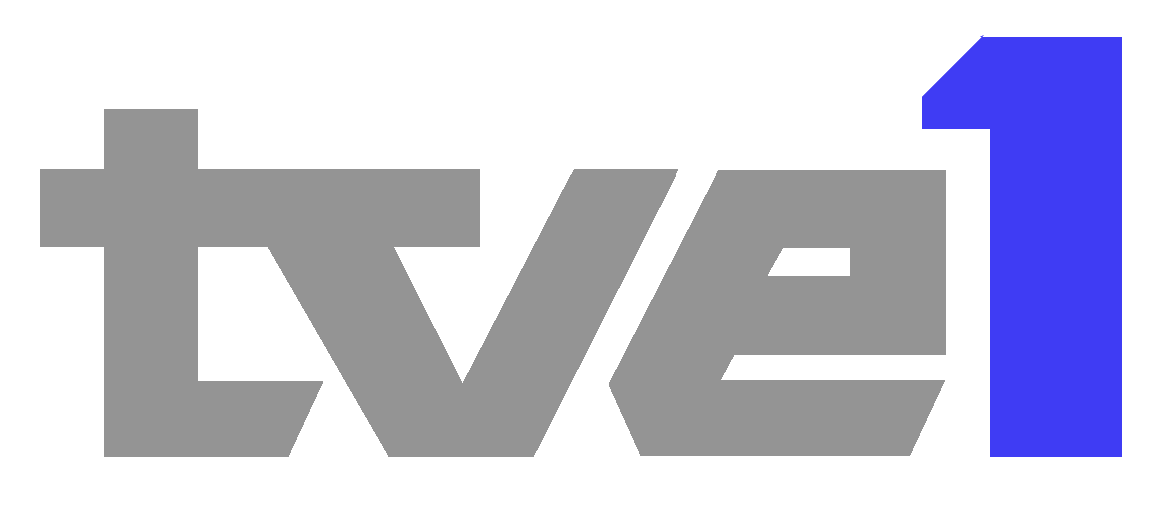
1991 - 1992
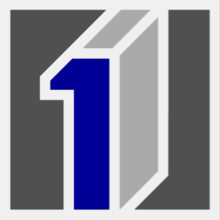
1992 - 1994
1994 - 1999
1999 - 2007
2008 óta